# Henrik Nylander
Henrik Stefan Erik Nylander, född 15 maj 1914 i Härnösand, död 10 maj 1993, var en svensk väg- och vattenbyggnadsingenjör.
Nylander, som var son till köpman Oscar Nylander och Karin Nordén, utexaminerades från Kungliga Tekniska högskolan 1939, blev teknologie doktor och docent 1942, var professor i byggnadsstatik vid Kungliga Tekniska högskolan 1947–1979 samt föreståndare och prefekt för institutionen för byggnadsstatik 1947–1979. Han var även verksam som konsulterande byggnadskonstruktör från 1943. Han var ledamot av statens stålbyggnadskommitté 1963–1972, statens betongkommitté från 1960 och nationalkommittén för bro- och högbyggnad från 1972. Han av korresponderande ledamot av Europeiska stålbyggnadskonventionen, av Structural Stability Research Council i USA 1956 och invaldes som ledamot av Kungliga Ingenjörsvetenskapsakademien 1958.
Nylander är känd för sin forskning om vippning, det vill säga kollaps av en relativt hög balk genom rotation och sidoutböjning, något som kom att underlätta dimensionering av stålkonstruktioner. Han studerade även betongbjälklags bärförmåga och deformationer, särskilt i kombination med betongpelare som bärande element.